# Ванвик, Осе
О́се Ва́нвик (норв. Åse Vanvik) — норвежская кёрлингистка.
В составе женской сборной Норвегии участник двух чемпионатов мира (лучший результат — серебряные призёры в 1983). Двукратная чемпионка Норвегии среди женщин.
Играла на позиции четвёртого, была скипом команды.

## Достижения
- Чемпионат мира по кёрлингу среди женщин: серебро (1983).
- Чемпионат Норвегии по кёрлингу среди женщин: золото (1983, 1985)[4].

## Команды
| Сезон   | Четвёртый  | Третий     | Второй             | Первый       | Турниры                      |
| ------- | ---------- | ---------- | ------------------ | ------------ | ---------------------------- |
| 1982—83 | Ева Ванвик | Осе Ванвик | Альфхильд Фугельмо | Лив Грёсет   | ЧНЖ 1983 · ЧМ 1983           |
| 1984—85 | Ева Ванвик | Осе Ванвик | Альфхильд Фугельмо | Эльза Скоган | ЧНЖ 1985 · ЧМ 1985 (7 место) |

(скипы выделены полужирным шрифтом)